# Shipping
Shipping è un termine inglese, derivato dalla parola relationship (relazione), con cui s'intende il coinvolgimento emotivo e/o intellettuale dei fan nel crescente sviluppo della relazione tra una coppia di personaggi di un'opera fittizia (solitamente nelle saghe letterarie e nelle serie cinematografiche e televisive). Sebbene il termine sia tecnicamente applicabile ad un qualsiasi coinvolgimento, esso si riferisce principalmente a diverse dinamiche sociali osservabili su Internet, ed è raramente utilizzato al di fuori di tale contesto.
Lo shipping comprende praticamente qualsiasi tipo di rapporto, da quelli ben noti e stabiliti, a quelli più ambigui ed in fase di sviluppo, e persino quelli fortemente improbabili e palesemente impossibili. Le persone coinvolte nello shipping (o shipper) affermano che il rapporto tra una coppia di personaggi esiste, si formerà in futuro, o semplicemente che vorrebbero esistesse.
Con il termine friendshipping si intende il coinvolgimento in una relazione di amicizia tra due personaggi di un'opera fittizia; con il termine shipping si intende solitamente il coinvolgimento in una relazione amorosa o sessuale.

## Terminologia
Spesso la coppia alla quale un gruppo di shipper è "devota" viene identificata dagli stessi con la sigla OTP, che sta per One True Pairing, ovvero L'unica vera coppia, sottolineando così la loro convinzione che l'amore/amicizia tra i due personaggi sia l'unico accoppiamento possibile e, allo stesso, tempo veritiero.
Un gruppo di shipper, inoltre, si identifica usualmente con un termine formato dall'unione dei nomi dei personaggi che formano la coppia. 
I più usati sono:
- la formazione di una parola macedonia, ovvero fondendo (con aplologia) assieme i due nomi ("Nalu", dove i nomi dei due personaggi sono "Natsu" e "Lucy");
- la lettera x tra i due nomi ("LucyxNatsu").

Sono presenti, poi, altri modi meno utilizzati, come:
- la barra al posto della X ("Lucy/Natsu");
- scrivendo i nomi con notazione a cammello ("LucyNatsu");
- abbreviando i nomi ("Na/Lu" , dove i nomi dei due personaggi sono "Natsu" e "Lucy") o utilizzando solo le iniziali degli stessi ("NL");
- utilizzando parole che indicano oggetti o momenti che simboleggiano il rapporto della coppia.